# 15276 Diebel
15276 Diebel eller 1991 GA10 är en asteroid i huvudbältet som upptäcktes den 14 april 1991 av de båda amerikanska astronomerna Carolyn S. Shoemaker och David H. Levy vid Palomar-observatoriet. Den är uppkallad efter amatörastronomen John Diebel.
Asteroiden har en diameter på ungefär 7 kilometer.